# Moldauradweg

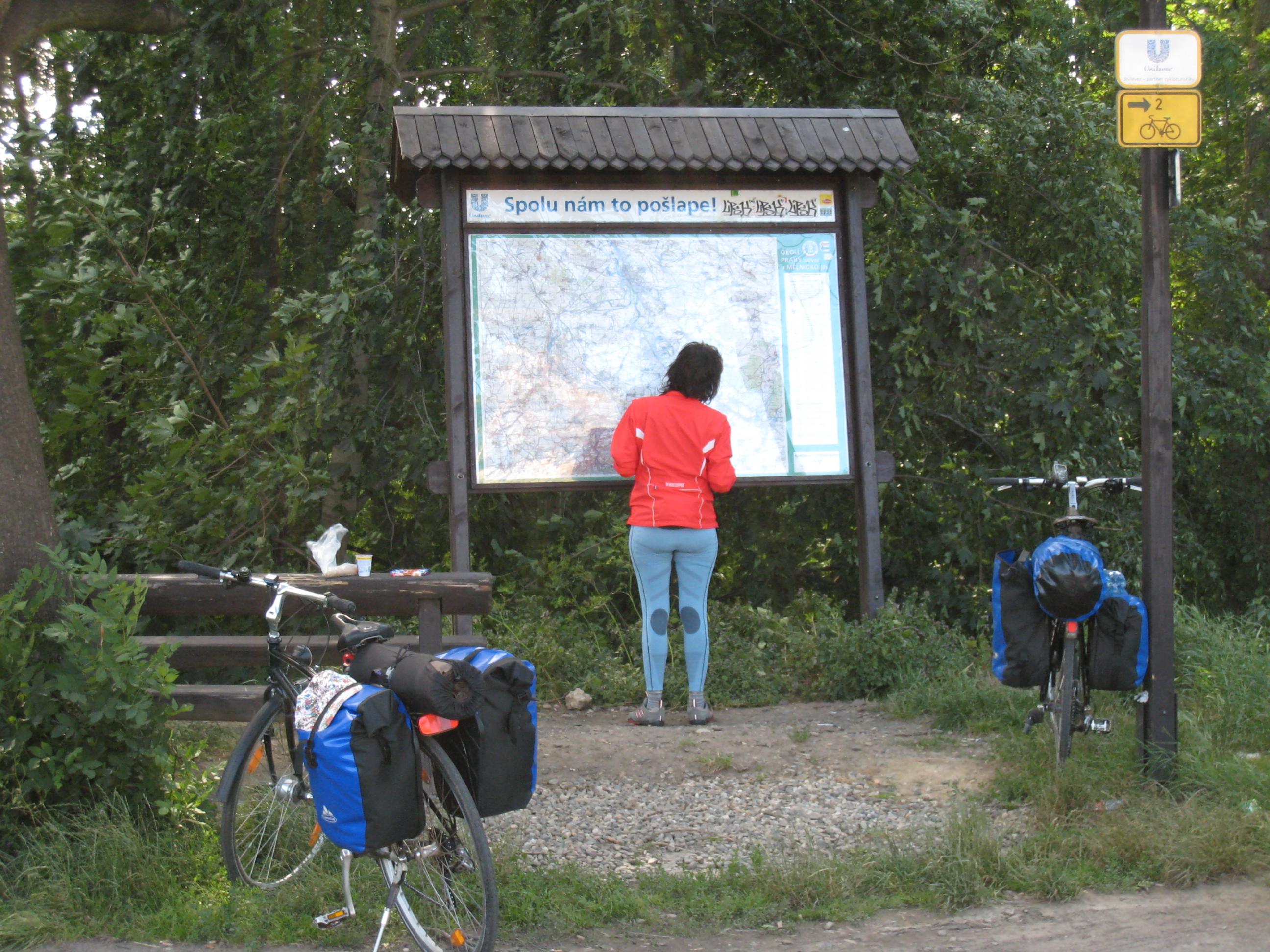
Übersichtskarte am Moldauradweg bei Melnik

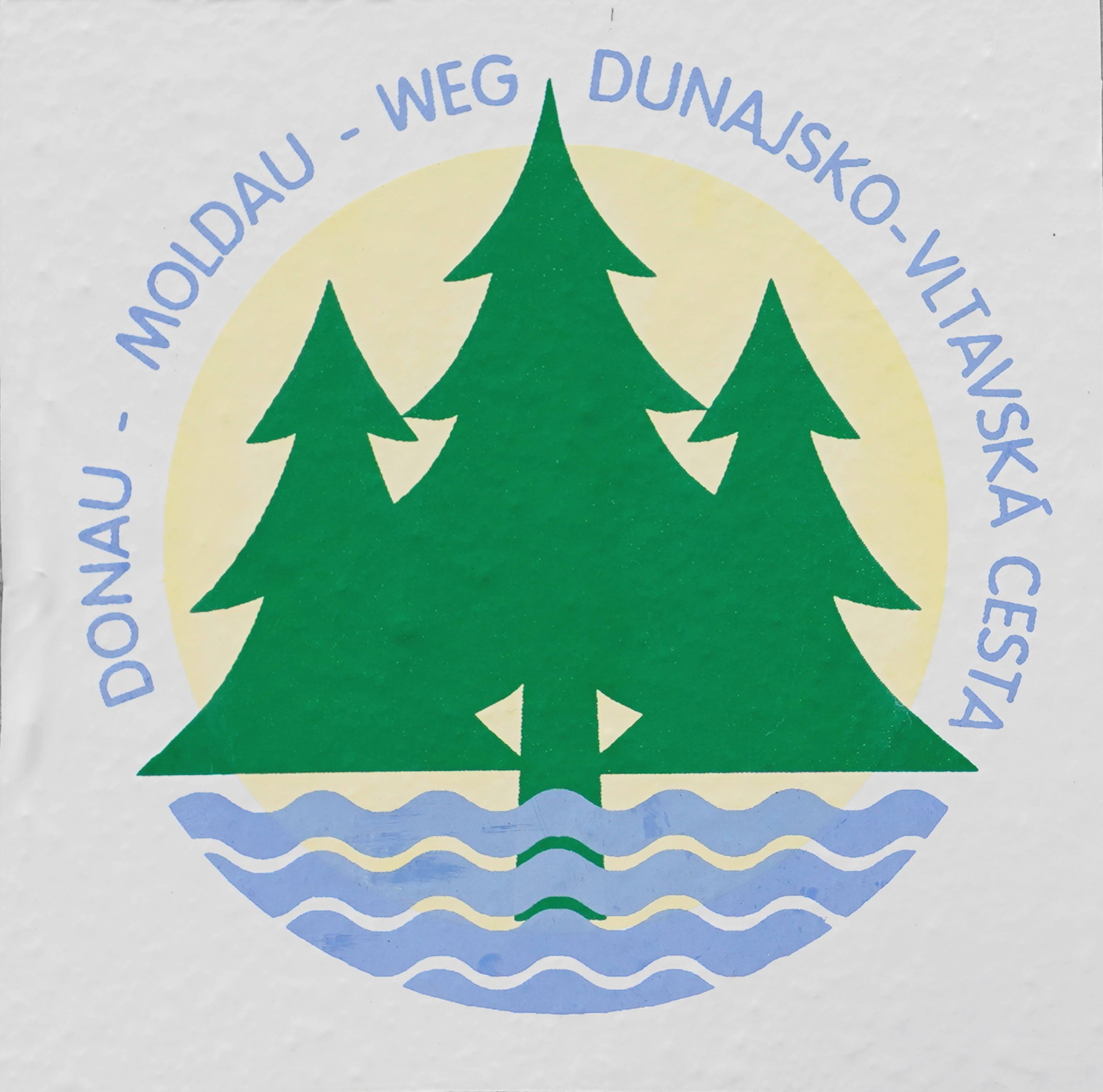
Donau-Moldauweg, Bad Leonfelden

Der Moldauradweg in Tschechien mit seinen rund 410 Kilometern ist eine Radroute entlang der Moldau, die jedoch nicht als Radwanderweg behördlich geführt oder ausgeschildert ist.
Touristiker haben die Route durch das österreichische Mühlviertel bis zur Donau und weiter nach Passau verlängert.

## Verlauf
Die Verbindungsroute von der Donau zur Elbe beginnt in Passau auf dem Donauradweg flussabwärts bis Obermühl hinter der Schlögener Schlinge. Von hier geht es durch das Mühlviertel auf dem Mühltalradweg entlang der kleinen Mühl über Rohrbach hoch nach Schlägl. Von Aigen im Mühlkreis geht es auf der alten Handelsstraße, der Krumauer Straße, nach Kyselov in Südböhmen (Tschechien) am Lipno-Stausee, dem größten aufgestauten See der Moldau.
In Richtung Osten geht es durch die Ausläufer des Böhmerwaldes an der aufgestauten Moldau entlang über Vyšší Brod nach Rožmberk nad Vltavou.
Nun verläuft der Moldauradweg nordwärts, meist abseits der Moldau, über Český Krumlov, der historischen Stadt Budweis und der Hauptstadt Prag nach Mělník zum Elberadweg. Der Moldauradweg führt auf den ersten Kilometern von Prag auf teilweise grob gepflasterten Treidelpfaden in Richtung Mělník.
Die touristische Radroute verläuft großteils auf wenig befahrenen Landstraßen mit zahlreichen Hügeln und selten auch auf eigenen Radwegen. Die gesamte Strecke umfasst etwa 2900 Höhenmeter.